# Acer obtusifolium
Acer obtusifolium é uma espécie de árvore do gênero Acer, pertencente à família Aceraceae.